# Partnertech
Partnertech var en 1889 grundad kontraktstillverkare, som utvecklade och tillverkade produkter under kontrakt av andra företag. Företaget hade marknadsområdena Försvar & Marin, Industri, Informationsteknologi, Medicinsk teknik och instrument, Miljöteknik samt Sälj- och betalningslösningar. 
Partnertech hade 2011 omkring 1 300 medarbetare. Huvudkontor låg i Vellinge. Företaget var till 2015 noterat på Stockholmsbörsen.
Företaget hade sitt ursprung i skrivmaskinstillverkaren Facit AB i Åtvidaberg.
Partnertech hade produktionsenheter i Vellinge, Åtvidaberg, Karlskoga och Filipstad i Sverige,), Finland, Moss i Norge, Storbritannien, Sieradz och Myslowice i Polen.
Företaget största ägare av Bure Equity, AB Traction och Försäkringsaktiebolaget Avanza pension.
Partnertech köptes 2015 av den finländska kontraktstillverkaren Scanfil Oy och avnoterades från Stockholmsbörsen.
Fabrikerna i Karlskoga och Filipstad drivs idag (2023) av företaget Partnertech Karlskoga AB, som ingår i Permec Group i Karlskoga.